# Municipio de Maidstone
Maidstone es un distrito no metropolitano con el estatus de municipio, ubicado en el condado de Kent, al sureste de Inglaterra. Con una superficie de 393.33 km². Según el censo de 2001, Maidstone estaba habitado por 138 948 personas y su densidad de población era de 353.26 hab/km².